# ヤエヤマノコギリクワガタ
ヤエヤマノコギリクワガタ（八重山鋸鍬形虫 学名 Prosopocoilus　pseudodissimilis）は、節足動物門昆虫綱鞘翅目クワガタムシ科ノコギリクワガタ属の一種。

## 分布
八重山諸島の石垣島と西表島に生息している。

## 特徴
日本本土産ノコギリクワガタより小型で、体長は大きくてもオスで63mm、メスは34mm程度となる。そういう大型個体となるのは少なく、大抵は50mm前後の中型か小型のオスが多い。大型個体の大顎の形状はノコギリクワガタのようなくの字にはならず、緩やかなカーブを描いたような形状で、南西諸島産のアマミノコギリクワガタの沖縄産亜種のオキナワノコギリクワガタに近いが、小さい内歯が顎の前部分にやや多く見られるのに対し、オキナワノコギリクワガタはそこまで内歯数が多く無い。
以前は台湾産のタカサゴノコギリクワガタの亜種とされていたが、やや大型化することや、大型個体の顎形状がややノコギリクワガタに近くなるタカサゴに比べ、本種はそうならない事などから、現在は近縁の別種にされている。

## 生態
成虫は5-9月に発生する。クサギやアカメガシワの樹液に集まり、昼夜問わず活動。灯火にも飛来する。なお、樹液に集まる種ではあるが、樹液採集よりも、クサギの葉の上でじっとしているところを捕らえられる事も多い。
寿命はノコギリクワガタ同様に短く、2-3ヶ月ほど。幼虫は森林底部の朽ち木の近辺や内部で見られる。